# 攝像眼鏡
攝像眼鏡，就是將把小型攝像頭內置到鏡片的側面的眼鏡，它可以自動調焦、曝光，鏡框上有USB接口、記憶卡插槽還有開關。其具有攝影，MP3播放功能。